# Nous Citoyens (Allemagne)
Pour l’article homonyme, voir Nous Citoyens – France.
Nous Citoyens (en allemand : Wir Bürger, WB), anciennement connu de 2015 à 2016 sous le nom d'Alliance pour le progrès et le renouveau (en allemand : Allianz für Fortschritt und Aufbruch, ALFA) puis Réformateurs libéraux-conservateurs (en allemand : Liberal-Konservative Reformer, LKR) de 2016 à 2023, est un parti politique allemand eurosceptique fondé en 2015 par Bernd Lucke en scission de l'Alternative pour l'Allemagne.

## Histoire

### Les débuts
Le parti est fondé le 19 juillet 2015 à Cassel sous le nom d'Alliance pour le progrès et le renouveau (Allianz für Fortschritt und Aufbruch, ALFA) lors d'un meeting inaugural limité à 70 personnes durant lequel les statuts du parti sont approuvés et Bernd Lucke est élu président. Trois vice-présidents sont désignés : Bernd Kölmel, Gunther Nickel et Reiner Rohlje,,.
La création du parti est précédée par plusieurs mois de lutte interne au sein de l'Alternative pour l'Allemagne entre Bernd Lucke et Frauke Petry pour la direction du parti. Bernd Lucke, président sortant du parti, représente alors la tendance libérale-conservatrice très attachée au libéralisme économique, tandis que sa concurrente représente la faction nationale-conservatrice du parti. À l'issue de la convention exceptionnelle d'Essen du 4 juillet 2015, Frauke Petry est élue avec 60 % des voix.
Une semaine après ces élections, cinq députés européens de l'AfD (Hans-Olaf Henkel, Ulrike Trebesius, Bernd Lucke, Bernd Kölmel et Joachim Starbatty) quittent le parti et annoncent la création d'un nouveau parti, l'Alliance pour le progrès et le renouveau. Le 18 mars 2016, le parti est admis au sein de l'Alliance des conservateurs et réformistes européens.
Il est estimé qu'environ 20 % des membres de l'Alternative pour l'Allemagne ont rejoint le nouveau parti de Bernd Lucke. 
La filiale allemande du constructeur automobile italien Alfa Romeo envisage un temps d'attaquer le parti en justice pour avoir choisi l'acronyme ALFA. Quelques mois plus tard, à la suite d'un procès perdu face à l'association « Action droit de vivre pour tous » (Aktion Lebensrecht für Alle, ALFA) qui contestait l'utilisation de l'abréviation ALFA, le parti se voit contraint d'abandonner en novembre 2016 son nom initial (« Alliance pour le progrès et le renouveau ») pour se baptiser « Réformateur libéral-conservateur ».
Le 17 septembre 2017, un nouveau comité exécutif du parti est élu avec Bernd Kölmel comme président du parti. Les autres membres du comité exécutif comprennent Bernd Lucke, Ulrike Trebesius et Hans-Olaf Henkel.
En septembre 2018, quatre des cinq députés européens, dont le président fédéral Bernd Kölmel, quittent le parti après la défaite de l'un d'entre-eux, Hans-Olaf Henkel, contre Bernd Lucke, au cours d'un scrutin pour définir la tête de liste du mouvement pour les élections européennes de 2019.
Peu après la scission du parti avec l'AfD, Hans-Olaf Henkel remarque que les médias ne prennent plus en compte les réactions des élus LKR. Il indique par ailleurs qu'il sera un « défi » pour les cinq députés européens du parti d'être réélus en 2019 et que lui-même ne se représentera pas pour un nouveau mandat européen. De fait, lors du scrutin de 2019, le parti n'obtient que 0,1 % des voix.

### Années 2020
En automne 2020, les députés Uwe Kamann et Mario Mieruch quittent l'Alternative pour l'Allemagne et rejoignent LKR. Le parti retrouve alors une représentation au Bundestag. En juillet 2021, l'eurodéputé, membre des Conservateurs et réformistes européens Lars Patrick Berg rejoint à son tour le parti.
Lors des élections fédérales allemandes de 2021, le parti recueille moins de 11 000 voix dans les circonscriptions et moins de 12 000 voix de parti. Il ne remporte aucun siège. L'année suivante, il perd ses derniers sièges dans les parlements régionaux. En janvier 2023, Lars Patrick Berg quitte le parti et a rejoint Alliance Allemagne.
En juin 2023, le parti change de nom et devient Nous Citoyens. Le 6 avril 2024, les dirigeants du parti et ceux d'Alliance Allemagne signent une déclaration d'intention de fusion. La candidature prévue par Nous Citoyens pour les élections européennes de 2024 ne s'étant pas concrétisée, la direction du parti recommande à ses partisans de soutenir  l'Alliance Allemagne. En septembre 2024, le projet de fusion est abandonné.

## Idéologie
Le parti est très critique envers la politique de la Banque centrale européenne. Il prône une sortie de la Grèce de la zone euro ou, si cela ne pouvait pas se faire, le retrait de l'Allemagne de la zone euro et un retour aux monnaies nationales.
Sur la plupart des autres thématiques, le programme du LKR est semblable à celui de l'AfD. Le LKR se démarque en soutenant une forte coopération entre les pays occidentaux et l'OTAN et en prônant un libre-échange général, mais sous conditions en ce qui concerne le TTIP. Au sujet de l'immigration, le parti défend le modèle canadien.

## Présidents
- Bernd Lucke (de juillet 2015 à juin 2016)
- Ulrike Trebesius (de juin à novembre 2016)
- Christian Kott (de novembre 2016 à septembre 2017)
- Bernd Kölmel (de septembre 2017 à septembre 2018)
- Peter Reich (de septembre à octobre 2018)
- Stephanie Tsomakaeva (d'octobre à novembre 2018)
- Bernd Lucke (novembre 2018- septembre 2019)
- Jürgen Joost (depuis septembre 2019)

## Résultats électoraux

### Élections européennes
| Année | Voix                | %                   | Mandats             | Tête de liste       | Groupe              |
| ----- | ------------------- | ------------------- | ------------------- | ------------------- | ------------------- |
| 2019  | 43 961              | 0,1                 | 0 / 96              | Bernd Lucke         | Extra-parlementaire |
| 2024  | Ne se présente pas. | Ne se présente pas. | Ne se présente pas. | Ne se présente pas. | Ne se présente pas. |

### Élections dans les Länder
| Année | BW  | BY  | BE  | BB  | HB  | HH  | HE  | MV  | NI  | NW  | RP  | SA  | SN  | ST  | SH  | TH  |
| ----- | --- | --- | --- | --- | --- | --- | --- | --- | --- | --- | --- | --- | --- | --- | --- | --- |
| 2016  | 1,0 |     | 0,4 |     |     |     |     | 0,3 |     |     | 0,6 |     |     | 0,9 |     |     |
| 2017  | 1,0 | 0,0 | 0,4 | 0,0 | 0,2 | 0,2 |     | 0,3 |     |     | 0,6 |     |     | 0,9 |     |     |
| 2018  | 1,0 | 0,0 | 0,4 | 0,0 | 0,2 | 0,2 | 0,0 | 0,3 | 0,0 |     | 0,6 |     |     | 0,9 |     |     |
| 2019  | 1,0 | 0,0 | 0,4 | 0,0 | 0,2 | 0,2 | 0,0 | 0,3 | 0,0 | abs | 0,6 | abs | abs | 0,9 | abs |     |
| 2020  | 1,0 | 0,0 | 0,4 | 0,0 | 0,2 | 0,2 | 0,0 | 0,3 | 0,0 | abs | 0,6 | abs | abs | 0,9 | abs | abs |